# ザーパド2021

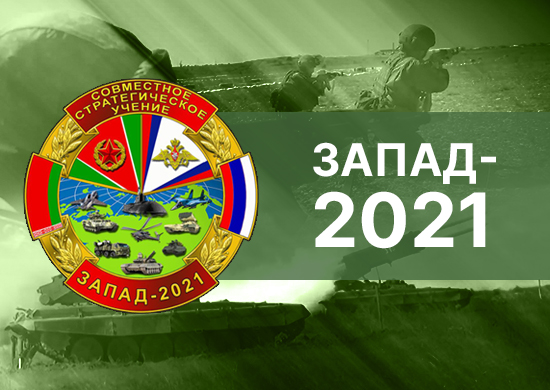
ザーパド 2021

ザーパド 2021 (ロシア語: Запад-2021) は、2021年9月10日から15日にかけてロシア軍とベラルーシ軍の間で行われた合同戦略軍事演習である。ロシア国防省によると、 約20万人の兵士、760両の戦車、15隻の艦艇が演習に参加した。

## 概要
ロシアとベラルーシから兵員約20万人、インドやモンゴルなど8か国から兵員約2,000人が参加して実施された。2022年2月24日に始まったロシアによるウクライナ侵攻では、ウクライナに面した西部軍管区とベラルーシからウクライナへ進軍した部隊の多くは「ザーパド2021」に参加するために動員され、演習後も展開を続けていたものであった。

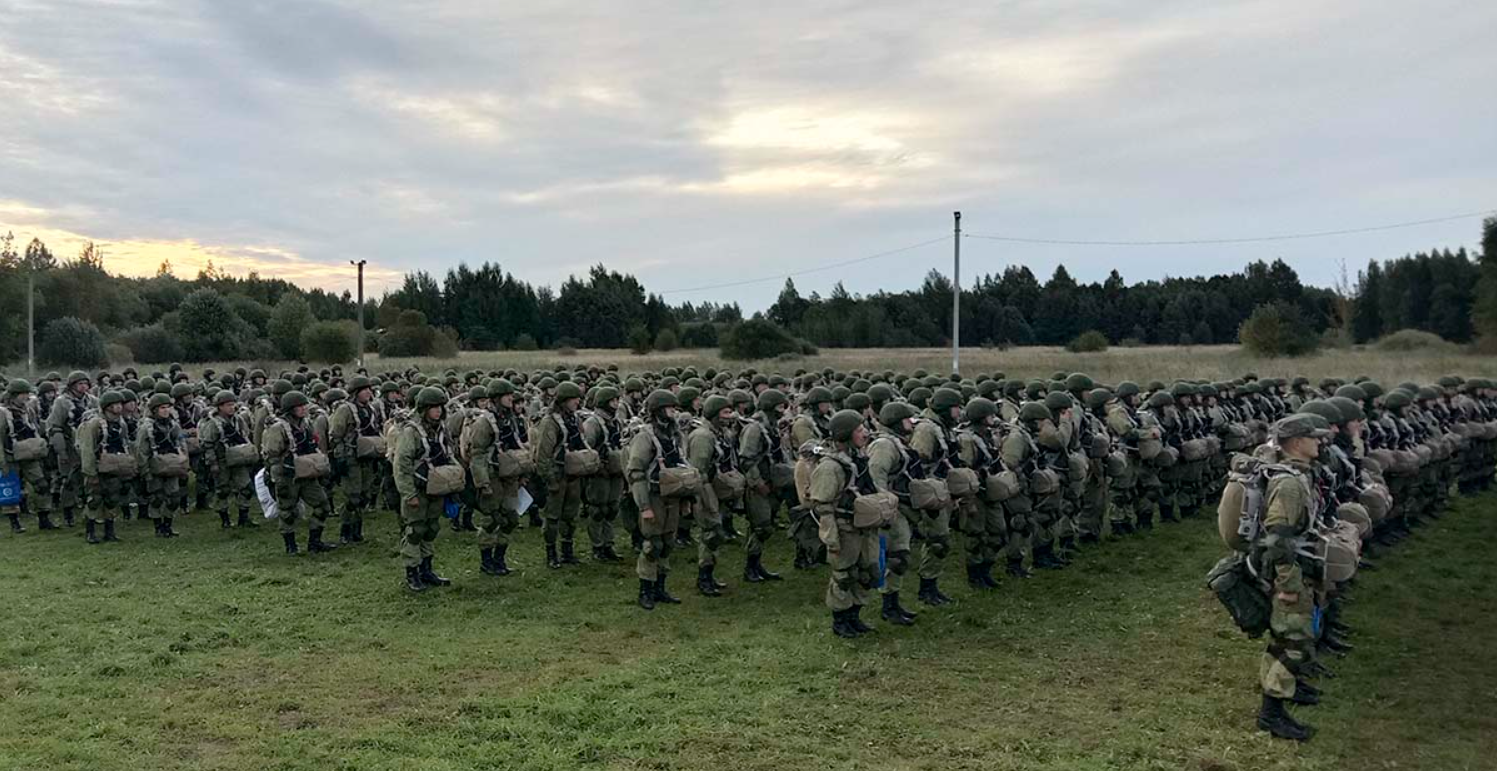
ロシア空挺軍の部隊

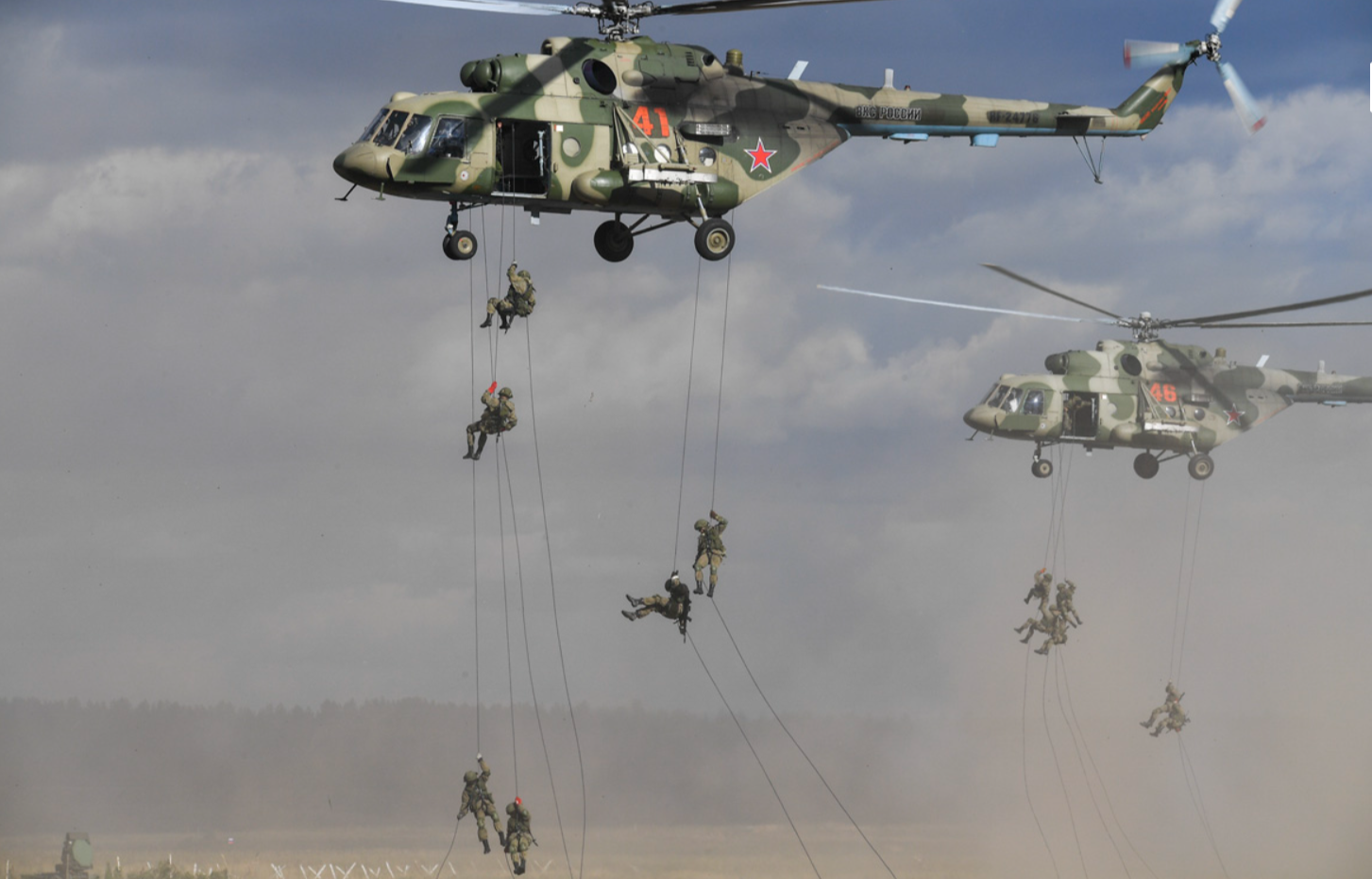